# Estadi Edgar Borges Montenegro
L'estadi Edgar Borges Montenegro, més conegut com a Edgarzão, és un estadi de futbol brasiler de la ciutat d'Assu, a l'estat del Rio Grande do Norte. És propietat de la Lliga Assuense de Desportos.
L'estadi va ser pensat per celebrar els partits de futbol de la ciutat. Va començar a ser construït el 1999, i les seves obres es van acabar el 2001, sent inaugurat l'octubre d'aquell mateix any. La ciutat desitjava un club de futbol professional i, quan va quedar una vacant al campionat potiguar, es va fundar el ASSU el gener de 2002. El club disputa a l'Edgarzão els seus partits com a local, per tant, l'estadi acull partits del campionat estatal i de nacionals, en funció del rendiment de l'equip verd. El nom de l'estadi va ser triat en homenatge a l'alcalde de la ciutat que va recomanar el terreny per la construcció.
La capacitat és de 4.000 persones, passant per algunes reformes durant la seva existència.